# Team Jayco–AlUla
Team Jayco–AlUla (Codul echipei UCI: JAY) este o echipă de ciclism profesionist australiană. Fondată în ianuarie 2011, este o echipă UCI ProTeam 	
Echipa este sub conducerea lui Andrew Ryan și Shayne Neil, cu Bannan Stephens și Matt White (care a revenit după ce a recunoscut încălcări ale regulilor de dopaj pe când se afla la echipa de ciclism US Postal Service) ca directori sportivi. Echipa folosește biciclete Scott, poartă îmbrăcăminte Croft și ochelari Bollé. Are sprijinul financiar al afaceristului australian Gerry Ryan, care detine Jayco Australia.
Șaptesprezece din cei treizeci de cicliști ai celor de la GreenEdge sunt australieni, iar echipa are un acord semnat cu echipa Jayco AIS ca aceasta să fie o echipă unde se pregătesc și capătă experiență cicliștii tineri. Clubul are și o echipă feminină de ciclism și își sprijină cicliștii pentru a concura și în probele de velodrom.

## Istorie

### Înființare
Echipa a fost lansată pe 17 ianuarie 2011 în Adelaide. Avea o echipă completă de 30 de cicliști. La 6 decembrie 2011, echipa a fost admisa de UCI pentru sezoanele World Tour 2012 și 2013.
Orica, o companie multinațională care oferă produse chimice și substanțe explozive pentru industria minieră, este sponsorul care dă și numele echipei GreenEdge. Echipa a atras pe SCOTT Sport, ca furnizor de biciclete și pe Santini Maglificio Sportivo ca furnizori de îmbrăcăminte.

### 2012
În ianuarie 2012, GreenEdge și-a făcut debutul în Bay Classic Series în Victoria, Australia. Allan Davis a câștigat clasamentul general, pentru cea de a doua echipă a celor de la GreenEdge aflată în cursă, Mitchelton Vinuri/Lowe Farms, în timp ce Melissa Hoskins a câștigat cursa feminină. În cursul săptămânii următoare Simon Gerrans a câștigat Campionatele Australiene pe Șosea în Buninyong, Victoria. El a fost unul din cele 16 cicliști ai celor de la GreenEdge din acea cursă. Luke Durbridge a câștigat titlul de contratimp înaintea colegului de echipă Cameron Meyer. La sfârșitul lunii ianuarie, Gerrans a câștigat Tour Down Under, obținând prima victorie pentru GreenEdge, în prima sa cursă din Circuitul Mondial. Echipa a câștigat prima cursă europeană majoră în etapa de contratimp pe echipe în cursa Tirreno-Adriatico, cursă ce a urmat unui eșec al lui Gerrans în timpul Paris-Nisa. GreenEdge a câștigat prima victorie foarte importantă când Simon Gerrans a câștigat Milano-San Remo.

## Componența echipei

### 2017
| Team roster 2017                          | Team roster 2017  | Team roster 2017                    | Team roster 2017 |
| Ciclist                                   | Data nașterii     | Previous team                       |                  |
| ----------------------------------------- | ----------------- | ----------------------------------- | ---------------- |
| Michael Albasini                          | 20 decembrie 1980 | HTC-Highroad (2011)                 |                  |
| Sam Bewley                                | 22 iulie 1987     | PureBlack Racing (2012)             |                  |
| Esteban Chaves                            | 17 ianuarie 1990  | Colombia (2013)                     |                  |
| Magnus Cort Nielsen                       | 16 ianuarie 1993  | Cult Energy Vital Water (2014)      |                  |
| Mitchell Docker                           | 2 octombrie 1986  | Skil-Shimano (2011)                 |                  |
| Luke Durbridge                            | 9 aprilie 1991    | Jayco-AIS (2011)                    |                  |
| Alexander Edmondson                       | 22 decembrie 1993 | Jayco-AIS World Tour Academy (2015) |                  |
| Caleb Ewan                                | 11 iulie 1994     | Jayco-AIS World Tour Academy (2014) |                  |
| Simon Gerrans                             | 16 mai 1980       | Team Sky (2011)                     |                  |
| Jack Haig                                 | 6 septembrie 1993 | Jayco-AIS World Tour Academy (2015) |                  |
| Mathew Hayman                             | 20 aprilie 1978   | Team Sky (2013)                     |                  |
| Michael Hepburn                           | 17 august 1991    | Jayco-AIS (2011)                    |                  |
| Damien Howson                             | 13 august 1992    | Jayco-AIS World Tour Academy (2013) |                  |
| Daryl Impey                               | 6 decembrie 1984  | NetApp (2011)                       |                  |
| Christopher Juul-Jensen                   | 6 iulie 1989      | Tinkoff-Saxo (2015)                 |                  |
| Jens Keukeleire                           | 23 noiembrie 1988 | Cofidis, le Crédit en Ligne (2011)  |                  |
| Cheung King Lok                           | 8 februarie 1991  | HKSI Pro Cycling Team (2016)        |                  |
| Roger Kluge                               | 5 februarie 1986  | IAM Cycling (2016)                  |                  |
| Roman Kreuziger                           | 6 mai 1986        | Tinkoff (2016)                      |                  |
| Luka Mezgec                               | 27 iunie 1988     | Giant-Alpecin (2015)                |                  |
| Rubén Plaza                               | 29 februarie 1980 | Lampre-Merida (2015)                |                  |
| Robert Power                              | 11 mai 1995       | Jayco-AIS World Tour Academy (2015) |                  |
| Svein Tuft                                | 9 mai 1977        | SpiderTech-C10 (2011)               |                  |
| Carlos Verona                             | 4 noiembrie 1992  | Etixx-Quick Step (2016)             |                  |
| Adam Yates                                | 7 august 1992     | Club Cycliste d'Étupes (2013)       |                  |
| Simon Yates                               | 7 august 1992     | 100% me (2013)                      |                  |
|                                           |                   |                                     |                  |
| Sources: ProCyclingStats Cycling Quotient |                   |                                     |                  |